# Hans Hansen
Pour les articles homonymes, voir Hans Hansen (homonymie) et Hansen.
Hans Hansen (né le 13 février 1926 à Flensbourg et mort le 12 décembre 2007 à Flensbourg) était un journaliste et dirigeant sportif allemand. Entre 1986 et 1994 il fut président de la Fédération allemande des sports (Deutscher Sportbund), dont il fut nommé président d'honneur en 1997.

## Biographie
Hans Hansen a d'abord suivi une formation commerciale, avant d'entreprendre des études de journalisme. Marié depuis 1971, il habitait Glücksburg (Schleswig-Holstein), dans le Flensburg Fjord, à la frontière entre le Danemark et l'Allemagne. Au cours des dernières années, il dut, pour des raisons de santé, se retirer de la vie publique et cesser ses activités.

## Autres fonctions
- Porte-parole de l'équipe d'Allemagne de football pendant la Coupe du monde 1974
- Président de la Fédération des sports de Schleswig-Holstein entre 1974 et 2001
- Porte-parole du gouvernement du Land Schleswig-Holstein
- Grand officier de l'ordre du Mérite de la République fédérale d'Allemagne (1993)